# Gardner Hale

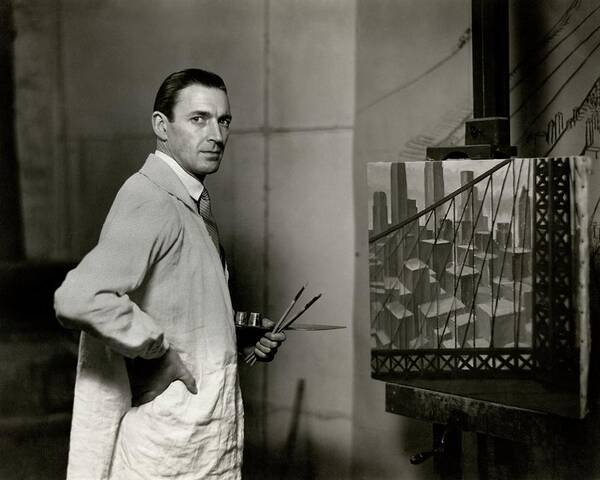
Paul Hansen: Gardner Hale vor einem Gemälde

Gardner Hale (* 1. Februar 1894 in Chicago, Illinois; † 28. Dezember 1931 bei Santa Maria, Kalifornien) war ein US-amerikanischer Maler, der insbesondere für seine Wiederbelebung der Freskomalerei in den Vereinigten Staaten bekannt wurde.

## Leben
Gardner Hale wurde als Sohn von William Gardner Hale, Professor für Klassische Philologie, und Harriet Knowles Swinburne Hale geboren. Aufgrund der Tätigkeit seines Vaters in Rom erhielt er bereits in jungen Jahren Unterricht in Italien. Später studierte er in Chicago und an der Académie Julian in Paris. 1916 heiratete er Marie Louise Maryce Rutledge Gibson; die Ehe wurde später geschieden. 1929 heiratete er Dorothy Anderson Donovan. Im Dezember 1931 reiste das Ehepaar nach Kalifornien, wo Hale mehrere Wandmalereien ausführen sollte. Am 28. Dezember 1931 verunglückte er tödlich, als sein Auto auf dem Nojoqui Grade südlich von Santa Maria von der Straße abkam und in eine Schlucht stürzte. Untersuchungen auf der parallel zur Schlucht verlaufenden Straße ergaben, dass er eine Abzweigung verpasst hatte, die durch die aktuellen Regenfälle noch gefährlicher geworden war. Er war allein unterwegs. Gardner Hale und seine Frau Dorothy waren Anfang des Monats für einen sechsmonatigen Aufenthalt in Kalifornien eingetroffen, während dessen Hale zahlreiche Bilder malen und den Staat bereisen wollte, um die Arbeit seiner Künstler an der Pazifikküste zu studieren. Gardner Hale wurde 37 Jahre alt. Seine Beisetzung fand auf dem Island Cemetery in Newport, Rhode Island, statt.

## Werk

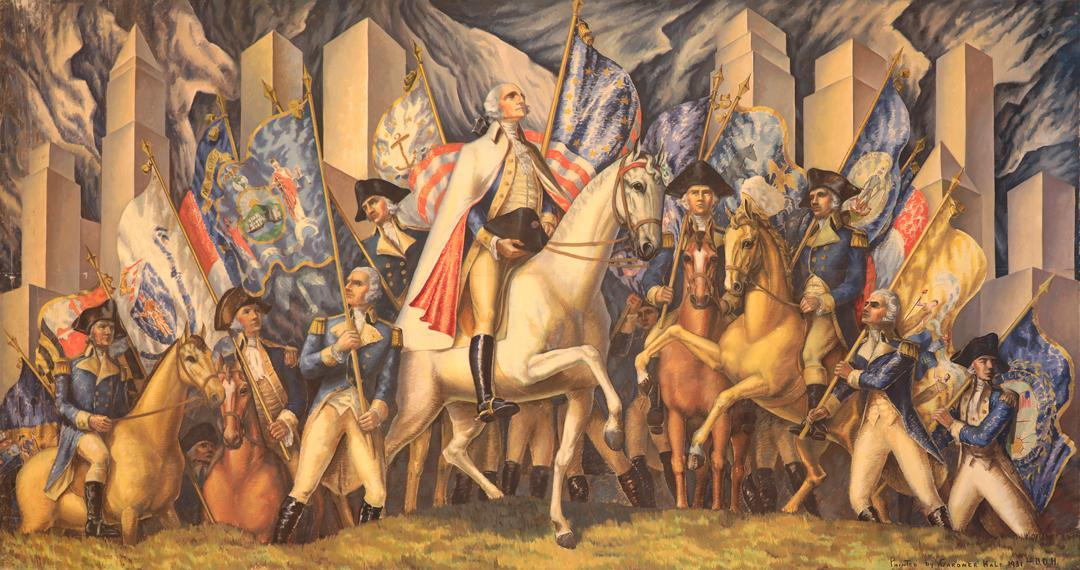
Gardner Hale: Triumph of Washington, 1931. Das monumentale Gemälde Triumph of Washington wurde eigens für die Feierlichkeiten zum 200. Geburtstag von George Washington in Auftrag gegeben. Das einzigartige Wandgemälde zeigt George Washington auf seinem Schimmel, dem legendären Hengst Nelson, im Zentrum einer Dreieckskomposition. Neben ihm stehen Offiziere mit den Flaggen der 13 Kolonien, während sich im Hintergrund eine abstrakte Skyline mit zwei Wolkenkratzern erhebt, die dem Obelisken des Washington Monuments ähneln. Nach der Ausstellung in Washington kaufte ein Mann aus New Jersey das Wandbild, rollte es zusammen und lagerte es ein. Danach verliert sich seine Spur. Schließlich gelangte es in den Besitz von Deedee Wigmore von D. Wigmore Fine Art in New York. Sie schenkte es 2017 dem Oklahoma City Museum of Art.

Gardner Hale war bekannt für seine Fresken, Landschafts- und Figurenmalerei. Er lebte und arbeitete viele Jahre in Paris und Italien. In einem Artikel der New York Times vom 8. Juli 1917 wurde er als der Künstler bezeichnet, der die seit dem 14. Jahrhundert in Vergessenheit geratene Technik der reinen Freskomalerei wiederentdeckt habe. Hale betonte die Bedeutung des Handwerks in der Kunst und erlernte selbst das Maurerhandwerk, um die Technik der Freskomalerei perfekt zu beherrschen.
Seine Werke befinden sich in Frankreich sowie in vielen bedeutenden Gebäuden der Vereinigten Staaten und in den Residenzen einiger der reichsten Familien Amerikas. Er war Mitglied der Society of Mural Painters, der Architectural League of New York, der Salons of America und der Society of Independent Artists. Seine Werke wurden unter anderem im Art Institute of Chicago ausgestellt.